# Tadc mac Briain
Tadc o Tadg mac Briain (m. 1023) era hijo de Brian Boru y Echrad, hija de Carlus mac Ailella de Uí Áeda Odba. Tadc tuvo un hijo, Toirdelbach Ua Briain (Turlough O'Brien), con su mujer Mór, hija de Gilla Brigte Ua Maíl Muaid de Cenél Fiachach.
Tras la muerte de Brian Boru en la batalla de Clontarf en 1014, Tadc se convirtió en un serio candidato al  trono de Munster, en competencia con su medio hermano Donnchad mac Briain. Tadc fue asesinado a instancias de Donnchad en 1023.